# Anthidiellum zebra
Anthidiellum zebra is een vliesvleugelig insect uit de familie Megachilidae. De wetenschappelijke naam van de soort is voor het eerst geldig gepubliceerd in 1904 door Friese.
De diersoort komt voor in Zimbabwe.